# Psolicrux coatsi
Psolicrux coatsi is een zeekomkommer uit de familie Psolidae.
De wetenschappelijke naam van de soort werd in 1908 gepubliceerd door Clément Vaney.